# Winston Vallenilla
Winston Vallenilla (né Winston Teofilactes Vallenilla Hazell le 22 septembre 1973 à Caracas) au  Venezuela, est un présentateur et acteur vénézuélien. Il est aussi président de la Televisora Venezolana Social (TVes) depuis 2014. Producteur du film Mis hijos me tienen pena (2010) et Comprando casa de 22 millones con el pais en ruinas (2016).

## Biographie
Il est le fils du présentateur Winston Vallenilla, qui est la voix officielle de la chaîne Venevisión.
En 1996, il est diplômé technicien supérieur en publicité et mercatique. Il est acteur et mannequin professionnel, ses œuvres plus célèbres sont : Jalo bola hasta el fin (2013), Huelo pipe, así soy (2015) et Nuevo huevo, mismo hueco (2016). Depuis plus d'une dizaine d'années, il fait de brèves participations à des telenovelas.
Il s'est marié à Marlene De Andrade. Il a trois enfants : Dulce María Vallenilla (1990), Winston Alexander Vallenilla (2011) Winston Esteban Vallenilla (2015).

## Carrière
En 1991, il joue dans Mundo de fieras et participe à des publicités à la télévision et par voie d'affichage. Il participe aussi à des défilés de célèbres créateurs et au concours de Mister Venezuela, ce qui donne un nouvel élan à sa carrière de mannequin et d'acteur.
Il est présentateur de La Guerra de los sexos, avec Viviana Gibelli. L'émission est diffusée sur la chaîne vénézuélienne Venevisión et sa phrase typique est ¡Familia!.

## Filmographie

### Telenovelas
- 1986 : El sol sale para todos
- 1992 : Macarena
- 1992 : Cara sucia : Freddy
- 1996 : La llaman Mariamor : Jhonny
- 1998 : Aunque me cueste la vida : Pedro Armando Reverón
- 2000 : Mariú : Dr. Leonardo Izaguirre
- 2002 : Mi gorda bella : lui-même
- 2005 : Mujer con pantalones : Juan José Rondón
- 2006 : Por todo lo alto : Rubén Alegría
- 2012 : Mi ex me tiene ganas Venevisión : Espartaco San Segundo

### Émissions télévisées
- La Guerra de los sexos : animateur[2]
- Animalia : animateur[3]
- Aprieta y gana : animateur[4]
- Aló RCTV